# Odiham
Odiham é uma grande vila histórica e paróquia civil localizada no condado de Hampshire, na região sudeste da Inglaterra. A população atual é de 4,406 habitantes. A paróquia possui uma área plantada de 29.760,5 quilômetros quadrados, com 202.342,8 quilômetros de terra cobertos com água.